# Sitobion cissi
Sitobion cissi är en insektsart som beskrevs av Theobald 1920. Sitobion cissi ingår i släktet Sitobion och familjen långrörsbladlöss. Inga underarter finns listade i Catalogue of Life.